# Teucholabis immaculipleura
Teucholabis immaculipleura är en tvåvingeart som beskrevs av Alexander 1947. Teucholabis immaculipleura ingår i släktet Teucholabis och familjen småharkrankar.
Artens utbredningsområde är Puerto Rico. Inga underarter finns listade i Catalogue of Life.